# Dysplazja śmiertelna

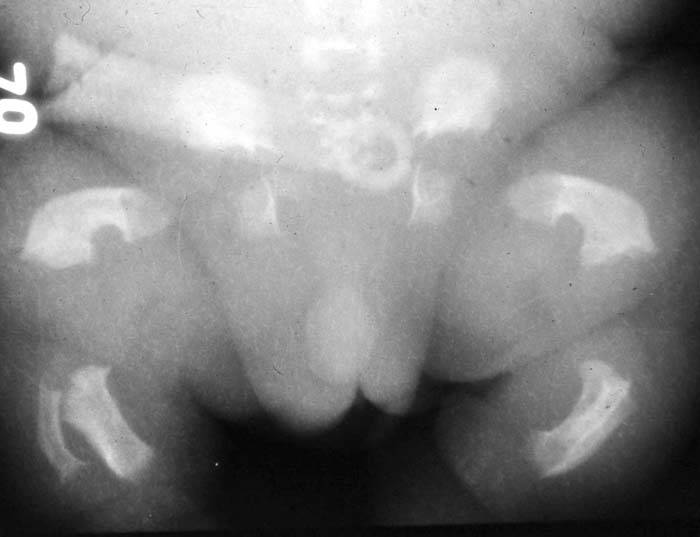
Radiogram obręczy miednicznej dziecka z dysplazją śmiertelną

Dysplazja śmiertelna (dysplazja tanatoforyczna, ang. thanatophoric dysplasia, thanatophoric dwarfism, TD, z gr. τηανατηοπηορ = „śmiercionośny”) – ciężki zespół wad wrodzonych spowodowany mutacją w genie FGFR3 w locus 4p16.3 kodującym receptor czynnika wzrostu fibroblastów-3.

## Historia
Chorobę opisał francuski pediatra Pierre Maroteaux i wsp. w 1967 roku. W przeglądzie piśmiennictwa podał on przypuszczalnie wcześniejsze doniesienia o przypadkach schorzenia, z których najstarsze autorstwa Maygriera pochodzi z roku 1898.

## Etiologia
Dysplazja śmiertelna spowodowana jest przez mutacje w genie FGFR3 w locus 4p16.3 kodującym receptor czynnika wzrostu fibroblastów-3. W typie 1 dysplazji śmiertelnej najczęstszymi mutacjami genu są:
- 742C→T (Arg248Cys)
- Tyr373Cys
- Ser249Cys
- inne mutacje missens
- mutacje nonsens.

W typie 2 najczęstszą mutacją jest 1948A→G (Lys650Glu).

## Objawy
Zespół często jest rozpoznawany w okresie prenatalnym w badaniu USG. Stwierdza się wówczas nieproporcjonalnie dużą głowę i krótkie kończyny, często stwierdza się wielowodzie. Fenotyp noworodka jest charakterystyczny dzięki bardzo krótkim kończynom, wąskiej i długiej klatce piersiowej, dużej głowie z hipoplastyczną środkową częścią twarzy i pogłębioną nasadą nosa. Niekiedy (przede wszystkim w typie II TD) stwierdza się czaszkę kształtu trójlistnej koniczyny (trifoliocephalia, niem. Kleeblattschadel) spowodowaną przedwczesnym zamknięciem wszystkich szwów czaszkowych.

## Rozpoznanie
Rozpoznanie stawiane jest na podstawie obrazu klinicznego, objawów radiologicznych, ewentualnie badania histopatologicznego, a także badań genetycznych.

## Różnicowanie
- achondroplazja
- dysplazja kampomeliczna
- osteogenesis imperfecta, typy II i III
- hipofosfatazja
- achondrogeneza
- zespoły krótkie żebro-polidaktylia
- inne dysplazje kostne.

## Rokowanie
Rokowanie w dysplazji śmiertelnej jest bardzo złe: większość dzieci umiera w pierwszych godzinach lub dniach życia, przede wszystkim z powodu niewydolności oddechowej.